# Espinasse, Cantal
Espinasse är en kommun i departementet Cantal i regionen Auvergne-Rhône-Alpes i mitten av Frankrike. Kommunen ligger  i kantonen Chaudes-Aigues som ligger i arrondissementet Saint-Flour. År 2022 hade Espinasse 79 invånare.

## Befolkningsutveckling
Antalet invånare i kommunen Espinasse
Referens:INSEE